# Doubutsu Sentai Zyuohger
Doubutsu Sentai Zyuohger (動物戦隊ジュウオウジャー, Dōbutsu Sentai Jūōjā, traduzido como Esquadrão Animal Zyuohger) é a 40.ª série da franquia Super Sentai que ficou no ar entre 14 de fevereiro de 2016 e 5 de fevereiro de 2017, totalizando 48 episódios. Foi produzida pela Toei Company, e exibida pela TV Asahi no bloco Super Hero Time junto com Kamen Rider Ghost e, posteriormente, com Kamen Rider Ex-Aid.

## História
Yamato Kazakiri, é um zoólogo, que descobre Zyuland (Zyulândia), um mundo habitado por uma raça de seres metade animal e metade humanoide conhecidos como Zyumans (ジューマン, Jūman, Zyumanos). No entanto, isso coincide com a chegada do espaço dos Deathgaliens (デスガリアン, Desugarian), que escolhem a Terra para ser o local do seu centésimo jogo de Sangue. Quatro Zyumans, Sela, Leo, Tusk e Amu tentam defender Zyuland dos Deathgaliens, mas sua luta acaba os levando para a Terra, com Yamato, e é revelado que ele possui um artefato conhecido como Emblema do Monarca, o quinto de um conjunto também possuído por seus companheiros Zyumans. O Emblema do Monarca pode se converter no Zyuoh Changer, dispositivo que permite aos cinco se transformarem em Doubutsu Sentai Zyuohger, e lutar contra os Deathgaliens que estão atacando a Terra. Após a luta, os Zyumans percebem que eles estão presos no mundo humano, porque é preciso seis Emblemas do Monarca para que possam voltar para Zyuland. Yamato ajuda os quatro Zyumans a viver no mundo humano, enquanto eles procuraram o sexto Emblema, e combatem os Deathgaliens, que adicionaram Zyuohger ao seu jogo de sangue, que se torna ainda mais intenso quando os invasores sequestram o humano Misao Mondo, e o transformam em um Zyuohger artificial para lutar em seu lugar. No entanto, o quinteto liberta Misao do controle dos Deathgaliens, e ele se junta aos Zyuohger como Zyuoh The World.

## Zyuohger
| Ator / Atriz     | Personagem      | Denominação                           | Mecha                                   |
| ---------------- | --------------- | ------------------------------------- | --------------------------------------- |
| Masaki Nakao     | Yamato Kazakiri | Zyuoh Eagle/Zyuoh Gorilla/Zyuoh Whale | Cube Eagle, Cube Gorilla e Cube Whale   |
| Masaki Nakao     | Yamato Kazakiri | Zyouh Condor                          | Cube Condor                             |
| Kohei Murakami   | Bud             | Zyouh Condor                          | Cube Condor                             |
| Kohei Murakami   | Bud             | Zyuoh Bird                            |                                         |
| Miki Yanagi      | Sela            | Zyuoh Shark                           | Cube Shark                              |
| Shohei Nanba     | Leo             | Zyuoh Lion                            | Cube Lion                               |
| Tsurugi Watanabe | Tusk            | Zyuoh Elephant                        | Cube Elephant                           |
| Haruka Tateishi  | Amu             | Zyuoh Tiger                           | Cube Tiger                              |
| Naoki Kunishima  | Misao Mondo     | Zyuoh The World                       | Cube Crocodile, Cube Wolf e Cube Rhinos |

### Zyuoh Cubes
Zyuohger podem usar seus Zyuoh Changers para convocar mechas gigantes chamados Zyuoh Cubes (ジュウオウキューブ, Jūō Kyūbu). Os Zyuoh Cubes também podem combinar através da Combinação Animal (動物合体, Dōbutsu Gattai).
- Cube Eagle (キューブイーグル, Kyūbu Īguru): Marcado com o número 1, é o primeiro Zyuoh Cube de Zyuoh Eagle.
- Cube Shark (キューブシャーク, Kyūbu Shāku): Marcado com o número 2, é o Zyuoh Cube de Zyuoh Shark.
- Cube Lion (キューブライオン, Kyūbu Raion): Marcado com o número 3, é o Zyuoh Cube de Zyuoh Lion.
- Cube Elephant (キューブエレファント, Kyūbu Erefanto): Marcado com o número 4, é o Zyuoh Cube de Zyuoh Elephant.
- Cube Tiger (キューブタイガー, Kyūbu Taigā): Marcado com o número 5, é o Zyuoh Cube de Zyuoh Tiger.
- Cube Gorilla (キューブゴリラ, Kyūbu Gorira): Marcado com o número 6, é o segundo Zyuoh Cube de Zyuoh Eagle, obtido após ele ganhar o poder de se transformar em Zyuoh Gorilla.
- Cube Crocodile (キューブクロコダイル, Kyūbu Kurokodairu): Marcado com o número 7, é o primeiro Zyuoh Cube de Zyuoh The World.
- Cube Wolf (キューブウルフ, Kyūbu Urufu): Marcado com o número 8, é o segundo Zyuoh Cube de Zyuoh The World.
- Cube Rhinos (キューブライノス, Kyūbu Rainosu): Marcado com o número 9, é o terceiro Zyuoh Cube de Zyuoh The World.
- Cube Whale (キューブホエール, Kyūbu Hoēru): Marcado com o número 10, é o terceiro Zyuoh Cube de Zyuoh Eagle, obtido após ele ganhar o poder de se transformar em Zyuoh Whale.
- Cube Condor (キューコンドル, Kyūbu Kondoru): Marcado com o número 0, Zyuoh Cube que aparece no filme de Zyuohger.

#### Zyuoh Cube Arma
Zyuoh Cube Arma (ジュウオウキューブウエポン, Jūō Kyūbu Uepon) são pequenos Zyuoh Cubes marcados com um ponto de exclamação. Podem combinar com os mechas principais de Zyuohger, dando-lhes um poder de fogo extra.
- Cube Kirin (キューブキリン, Kyūbu Kirin) é um Zyuoh Cube Arma que se encaixa no Braço de Zyuoh King como Kirin Bazooka (キリンバズーカ, Kirin Bazūka), uma bazuca com o qual ele pode executar o golpe Kirin Bazooka Zyuoh Fire (キリンバズーカ・ジュウオウファイア, Kirin Bazūka Jūō Faia).
- Cube Mogura (キューブモグラ, Kyūbu Mogura) é um Zyuoh Cube Arma que se encaixa no Braço de Zyuoh Wild como Mogura Drill (モグラドリル, Mogura Doriru), uma furadeira com o qual ele pode executar o golpe Mogura Drill Zyuoh Break (モグラドリル・ジュウオウブレイク, Mogura Doriru Jūō Bureiku).
- Cube Kuma (キューブクマ, Kyūbu Kuma) é um Zyuoh Cube Arma usado por Wild Zyuoh King como Kuma Ax (クマアックス, Kuma Akkusu), um machado com o qual ele pode executar o golpe Kuma Ax Zyuoh Impact (クマアックス・ジュウオウインパクト, Kuma Akkusu Jūō Inpakuto).
  - Cube Panda (キューブパンダ, Kyūbu Panda) forma evoluída de Cube Kuma usado por Wild Zyuoh King como Panda Ax (パンダックス, Panda Akkusu).
- Cube Komori (キューブコウモリ, Kyūbu Kōmori) é um Zyuoh Cube Arma usado por Tousai Zyuoh como Komori Boomerang (コウモリブーメラン, Kōmori Būmeran), um bumerangue com o qual ele pode executar o golpe Komori Boomerang Zyuoh Cutter (コウモリブーメラン・ジュウオウカッター, Kōmori Būmeran Jūō Kattā).
- Cube Hyou (キューブヒョウ, Kyūbu Hyō) é um Zyuoh Cube Arma que se transforma no Hyou Hammer (ヒョウハンマー, Hyō Hanmā).
- Cube Shimauma (キューブシマウマ, Kyūbu Shimauma) é um Zyuoh Cube Arma que se transforma no Shimauma Launcher (シマウマランチャー, Shimauma Ranchā).
- Cube Kamonohashi (キューブカモノハシ, Kyūbu Kamonohashi) é um Zyuoh Cube Arma que se transforma no Kamonohashi Laser (カモノハシレーザー, Kamonohashi Rēzā).
- Cube Fukurou (キューブフクロウ, Kyūbu Fukurō) é um Zyuoh Cube Arma que se transforma no Fukurou Cutter (フクロウカッター, Fukurou Kattā).

#### Grande Zyuoh Cube Arma
- Cube Octopus (キューブオクトパス, Kyūbu Okutopasu) é um Zyuoh Cube Arma que pode ser acoplado ao Zyuoh King, formando o Zyuoh King Octopus (ジュウオウキングオクトパス, Jūō Kingu Okutopasu). Tem a capacidade de voar e executar o Octopus Zyuoh Bomber (オクトパス・ジュウオウボンバー, Okutopasu Jūō Bonbā). Seu golpe final é o Octopus Zyuoh Giri (オクトパスジュウオウ切り, Okutopasu Jūō Giri).

## Episódios
- 1. A Incrível Terra Animal (どきどき動物ランド, Dokidoki Dōbutsu Rando)
- 2. Não Subestimem Esse Planeta (この星をなめるなよ, Kono Hoshi o Nameru na yo)
- 3. Quero Ir para Casa, Mas não Posso (帰りたいけど帰れない, Kaeritai kedo Kaerenai)
- 4. Rugido no Ringue (リングに吼えろ, Ringu ni Hoero)
- 5. O Monarca da Selva (ジャングルの王者, Janguru no Ōja)
- 6. Um Presente Selvagem (ワイルドなプレゼント, Wairudo na Purezento)
- 7. Um Fan-Fan-Fantasma (ゴゴゴゴーストが出た, Gogogo Gōsuto ga Deta)
- 8. A Melodia da Savana (サバンナのメロディー, Sabanna no Merodī)
- 9. O Dia Sem Fim! (終わらない一日, Owaranai Ichinichi)
- 10. O Jogo Mais Perigoso de Todos! (最も危険なゲーム, Mottmo Kiken na Gēmu)
- 11. Grande União Animal! (動物大集合, Dōbutsu Daishūgō)
- 12. O Elefante de Tromba Curta (はなのみじかいゾウ, Hana no Mijikai Zō)
- 13. A Testemunha da Montanha (山頂の目撃者, Sanchō no Mokugekisha)
- 14. O Ladrão Mentiroso: Padrão Idiota (ウソつきドボーおバカ系, Usotsuki Dorobō Obaka-kei)
- 15. O Temível Atirador (戦慄のスナイパー, Senritsu no Sunaipā)
- 16. Em Busca dos Zyumans! (ジューマンをさがせ, Jūman o Sagase)
- 17. A Chegada de um Jogador Extra! (エクストラプレイヤー、乱入, Ekusutora Pureiyā, Rannyū)
- 18. Cicatrizes do Terror! (きざまれた恐怖, Kizamareta Kyōfu)
- 19. Em Quem Acreditar (信じるのは誰, Shinjiru no wa Dare)
- 20. Monarca do Mundo (世界の王者, Sekai no Ōja)
- 21. Fugindo da Prisão (プリズン・ブレイク, Purizun Bureiku)
- 22. Despertado ou Errado? (覚醒か?カン違いか?, Kakusei ka? Kanchigai ka?)
- 23. O Caçador de Feras (巨獣ハンター, Kyojū Hantā)
- 24. O Despertar de Memórias (よみがえる記憶, Yomigaeru Kioku)
- 25. A Câmara da Tristeza (アンハッピー・カメラ, Anhappī Kamera)
- 26. Protegendo um Dia Especial (大切な日を守りたい, Taisetsu na Hi o Mamoritai)
- 27. Quem é o Verdadeiro? (本物はどっちだ？, Honmono wa Dotchi da?)
- 28. A Volta dos Piratas Espaciais (帰ってきた宇宙海賊, Kaettekita Uchū Kaizoku)
- 29. O Monarca dos Monarcas (王者の中の王者, Ōja no Naka no Ōja)
- 30. A Megafera Lendária (伝説の巨獣, Densetsu no Kyojū)
- 31. Surge a Megafera (巨獣立つ時, Kyojyū Tatsu Toki)
- 32. O Lado Negro da Alma (心は裏表, Kokoro wa Uraomote)
- 33. Truques Felinos e Gratidão (猫だましの恩返し, Nekodamashi no Ongaeshi)
- 34. O Caçador de Feras Ataca Novamente (巨獣ハンターの逆襲, Kyojū Hantā no Gyakushū)
- 35. O Último Dia de Zyuohger (ジュウオウジャー最後の日, Jūōjā Saigo no Hi)
- 36. O Príncipe do Halloween (ハロウインの王子様, Harouin no Ōjisama)
- 37. O Monarca dos Céus (天空の王者, Tenkū no Ōja)
- 38. Os Alados Vão à Luta (空高く、翼舞う, Soratakaku, Tsubasa Mau)
- 39. Calorias e um Colar (カロリーとネックレス, Karorī to Nekkuresu)
- 40. Orgulho Masculino (男の美学, Otoko no Bigaku)
- 41. A Primeira e Única Chance (最初で最後のチャンス, Saisho de Saigo no Chansu)
- 42. O Destino Deste Planeta (この星の行方, Kono Hoshi no Yukue)
- 43. A Testemunha do Natal (クリスマスの目撃者, Kurisumasu no Mokugekisha)
- 44. O Monarca da Humanidade (人類の王者, Jinrui no Ōja)
- 45. O Selo Quebrado (解けた封印, Toketa Fūin)
- 46. O Imortal Deus da Destruição (不死身の破壊神, Fujimi no Hakaishin)
- 47. O Último Jogo (最後のゲーム, Saigo no Gēmu)
- 48. A Terra é Nossa Casa (地球は我が家さ, Chikyū wa Waga Ya sa)

## Elenco
- Yamato Kazakiri/Zyuoh Eagle/Zyuoh Gorilla/Zyuoh Whale: Masaki Nakao
- Sela/Zyuoh Shark: Miki Yanagi
- Leo/Zyuoh Lion: Shohei Nanba
- Tusk/Zyuoh Elephant: Tsurugi Watanabe
- Amu/Zyuoh Tiger: Haruka Tateishi
- Misao Mondo/Zyuoh The World: Naoki Kunishima [3]
- Mario Mori: Susumu Terajima
- Bud/Zyuoh Bird: Kohei Murakami
- Ginis: Kazuhiko Inoue (Voz)
- Azald: Jouji Nakata (Voz)
- Quval: Mitsuo Iwata (Voz)
- Naria: Minako Kotobuki (Voz)
- Bangray: Nobutoshi Canna (Voz)
- Narrador, Voz dos Equipamentos de Zyuohger, Voz de Cetus: Chō

### Recorrente
- Larry: Unsho Ishizuka (Voz)
- Zyumano Rinoceronte: Volcano Ota (Voz)
- Zyumano Crocodilo: Mitsuaki Kanuka (Voz)
- Zyumano Lobo: Hidenori Takahashi (Voz)

### Participações Especiais
- Takeru Tenkuji (episódio 7): Shun Nishime
- Yurusen (episódio 7): Aoi Yūki (Voz)
- Genkuro Oiwa (episódio 12): Masami Horiuchi
- Yuri Igarashi (episódio 13): Sayuri Inoue (do Grupo Nogizaka46)
- Capitão Marvelous/Gokai Red (episódios 28, 29): Ryota Ozawa
- Joe Gibken/Gokai Blue (episódios 28, 29): Yuki Yamada
- Luka Millfy/Gokai Yellow (episódios 28, 29): Mao Ichimichi
- Don Dogoier/Gokai Green (episódio 28, 29): Kazuki Shimizu
- Ahim de Famille/Gokai Pink (episódios 28, 29): Yui Koike
- Gai Ikari/Gokai Silver (episódios 28, 29): Junya Ikeda
- Navi (episódios 28, 29): Yukari Tamura (Voz)
- Mobirates (episódios 28, 29): Tomokazu Seki (Voz)
- Garoto (episódio 38): Hikari Tobita
- Rei (episódio 39): Hiroaki Iwanaga
- Kageyuki Kazakiri (episódios 42, 45, 46): Tomiyuki Kunihiro
- Repórter (episódio 43): Minase Yashiro

## Músicas
Abertura
- "Doubutsu Sentai Zyuohger" (動物戦隊ジュウオウジャー, Dōbutsu Sentai Jūōjā)
- Letra: Shoko Fujibayashi
- Composição: Hideaki Takatori
- Arranjo: Hiroaki Kagoshima (Project.R)
- Artista: Hideaki Takatori (Project.R)
- Instrumentos: Zetki
- Coro: Young Fresh

Encerramento
- "Let's! Zyuoh Dance" (レッツ! ジュウオウダンス, Rettsu! Jūō Dansu)
- Letra: Shoko Fujibayashi
- Composição & Arranjo: Takayoshi Tanimoto (Project.R)
- Artista: Yohei Onishi (Project.R)
- Coro: Young Fresh
- "Super Sentai Hero Getter 2016" (スーパー戦隊ヒーローゲッター2016, Sūpā Sentai Hīrō Gettā Nisenjūroku)
- Letra: Shoko Fujibayashi, Naruhisa Arakawa
- Composição & Arranjo: Kenichiro Ohishi (Project.R)
- Artista: Project.R
- Instrumentos: Zetki
- Episódios: 28, 29